# أحمد خالد (وزير تونسي)
أحمد خالد ولد في 13 يوليو 1936 في سوسة، هو سياسي تونسي.

## السيرة الذاتية

### الأصول والدراسات
ولد أحمد خالد في مدينة سوسة الساحلية، وإليها ترجع جدته، أما أبوه فهو أصيل قفصة.

تحصل على إجازة في اللغة والآداب العربية من دار المعلمين العليا محرزا جائزة رئيس الجمهورية المحدثة للمرة الأولى سنة 1961. ثم تحصل على التبريز من جامعة باريس متحصلا على المرتبة الأولى في دورة يونيو 1967.

### المسار المهني والسياسي
ألقي القبض على أحمد خالد بعد حوادث 26 أبريل 1952 المناهضة للاستعمار وحوكم بسوسة وسجن لفترة وجيزة قبل إطلاق سراحه وهو لم يتجاوز السادسة عشرة.

شارك في الانتخابات البلدية التونسية 1975 فترأس بلدية سوسة بين سنتي 1975 و1980 وشغل خطة نائب رئيس الجامعة العالمية للمدن المتوأمة وهو عضو مؤسس للرابطة التونسية للدفاع عن حقوق الإنسان ومؤسس جمعية صيانة مدينة سوسة.

تولى في أكتوبر 1980 رئاسة ديوان وزير الثقافة وظل في هذا المنصب ست سنوات مع البشير بن سلامة وزكرياء بن مصطفى، ليطلب التقاعد المبكر ولم يتجاوز الخمسين في 1 يناير 1987، ليتفرغ للكتابة والبحث والتحقيق والتأريخ والتوثيق.

عين في 11 أبريل 1989 ككاتب دولة لدى وزير التربية والتعليم العالي والبحث العلمي مكلف بالتربية في حكومة الهادي البكوش وحكومة حامد القروي، ثم تم تعيينه وزيرا للثقافة والإعلام في 3 مارس 1990 في نفس حكومة القروي حتى 20 فبراير 1991، قبل أن يعين سفيرا لتونس في المغرب بين مايو 1991 ويوليو 1992، ثم سفيرا لتونس في روسيا بين سبتمبر 1992 وأغسطس 1996.

ترأس أحمد خالد تحرير مجلة الحياة الثقافية في بداية الثمانينات، وكانت له فيها عدة مقالات، إلى جانب أنه من مؤسسي مجلة الفكر، وعضو مؤسس لاتحاد الكتاب التونسيين.

## مؤلفات
- الطاهر الحداد والبيئة التونسية في الثلث الأول من القرن العشرين، الدار التونسية للنشر، تونس، 1967.
- الأزاهير في جحيم بيت بيريا، منشورات زخارف، 2005.
- كيف زرع الفكر التكفيري في ثمانينات القرن العشرين بتونس؟: شهادة للتاريخ، منشورات زخارف، 2014 (ردمك 9789973885609).

## روابط خارجية
- مقالات أحمد خالد[وصلة مكسورة]، أرشيف المجلات الأدبية والثقافية العربية.